# Andreu Buenafuente
Andreu Buenafuente Moreno, né le 24 janvier 1965 à Reus (Catalogne, Espagne), est un humoriste, présentateur et producteur de télévision espagnol.

## Biographie
Il débute à 17 ans comme journaliste au service des sports sur Radio Popular de Reus (Cadena COPE). En 1989 il présente sa propre émission, El Terrat, sur SER Catalunya. Il fonde ensuite El Terrat, société destinée à la production télévisuelle, radiophonique, publicitaire et internet. Il anime actuellement le late show Buenafuente du lundi au jeudi sur la chaîne de télévision La Sexta.

## Trajectoire professionnelle
Ses premières apparitions à la télévision sont sur TV3 en 1992 dirigé par Mikimoto dans l’émission Personnes humaines. Il se consacre à la télévision catalane avec le programme Sans titre  produit par El Terrat. Mais les programmes avec plus de succès sont le late show La cosa nostra (Notre chose) de 1992 jusqu’à 2002 et Una altra cosa (Une autre chose) de 2002 jusqu’à 2004.
En juin 2004, il laisse la chaîne autonomique catalane pour faire en janvier 2005 un programme similaire mais à  niveau national sur Antena 3 qui s’appellera Buenafuente. Deux années après, il renouvelle pour une année de plus mais à cause de la réduction de l’audimat, son contrat se terminera avant, le 28 juin 2007.  Un peu après, il annonce sa participation à la chaîne  La Sexta, où il commence un programme très similaire le 17 septembre 2007. Pendant ce programme, il crée le personnage Chikilicuatre qui représentera l’Espagne à l’Eurovision avec la chanson Danse le ChikiChiki. Quatre années et neuf cent soixante-quatre programmes après, le 30 juin 2011, il  émettra son dernier programme sur La Sexta. En novembre 2011 il revient à TV3 pour réaliser le programme Comment va la vie ? de deux chapitres avec le divulgateur scientifique Eduard Punset. Dans ce programme, ils réfléchissent sur la vie et la science avec de l’humour. Ainsi, Andreu revient, sept années après, à la chaine qui l’a vu débuter à la télévision pendant plus de dix années.  À partir du 11 janvier 2016, il présente et anime le late-night show Late Motiv sur Canal+ (Espagne), et, à partir du 1er février  de la même année sur #0, chaîne de la plateforme Movistar+ . Andreu présente par ailleurs le Gala des Goya en direct en 2010 et 2011 au Théâtre Real de Madrid.